# Rumilly (Haute-Savoie)
Pour les articles homonymes, voir Rumilly.
Rumilly est une commune française située dans le  département de la Haute-Savoie, en région Auvergne-Rhône-Alpes.
La cité semble émerger au IIe siècle av. J.-C. à la suite de l'installation d'une colonie romaine appelée Romilia. Sa situation est stratégique, protégée par les cours d'eau encaissés du Chéran et de la Néphaz, lui donnant une importance au Moyen Âge, où la ville devient un point d'appui pour les comtes de Genève dans la partie sud de leur territoire, face au comté de Savoie et aux villes d'Albens et Aix. La ville obtient des franchises au cours du XIIIe siècle et maintient sa place de marché dans la petite région de l'Albanais, avec notamment l'émergence d'une bourgeoisie dynamique. Son économie repose en partie sur l'activité agricole de la région et évolue avec le développement d'entreprises agroalimentaires. Par ailleurs, la cité voit aussi l'implantation d'une petite activité industrielle. La ville s'efforce toujours de maintenir sa vocation de pôle commerçant et industriel de cette partie du département.
Rumilly possède un patrimoine diversifié dont on peut observer les traces dans son musée archéologique ou bien dans les rues de la ville à travers l'architecture des différents immeubles ou bien édifices plus institutionnels. Certains bénéficient d'un classement à l'inventaire des monuments historiques. Par ailleurs, la ville est depuis 2007 une « Ville-porte » pour les douze prochaines années du parc naturel régional du massif des Bauges.

## Géographie

### Localisation

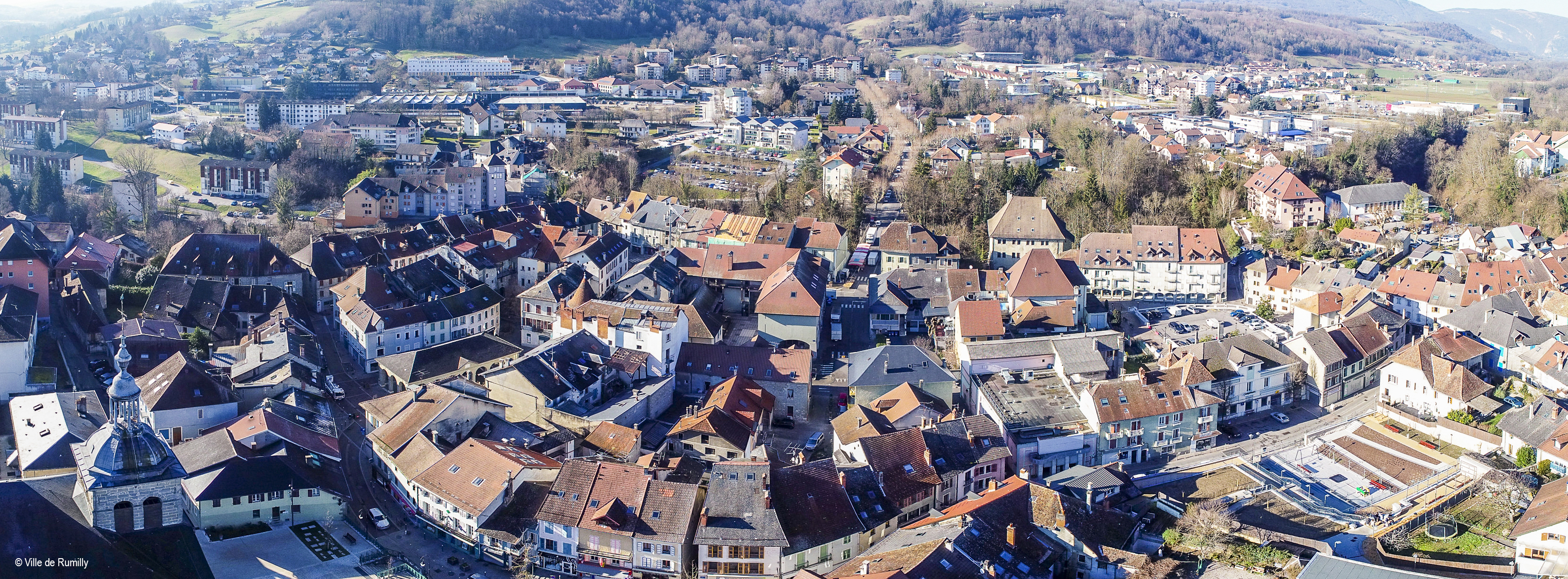
Vue aérienne de Rumilly en 2020.

Rumilly est le centre urbain de la région historique de l'Albanais
La ville est membre du parc naturel régional du massif des Bauges, dont elle est depuis 2007 une des six villes-portes (avec Annecy, Chambéry, Aix-les-Bains, Albertville et Ugine).

### Communes limitrophes
Les communes limitrophes sont Bloye, Boussy, Marigny-Saint-Marcel, Massingy, Moye, Sales et Vallières-sur-Fier.
| Moye     | Vallières | Sales                |
| Moye     | Rumilly   | Boussy               |
| Massingy | Bloye     | Marigny-Saint-Marcel |

### Géologie et relief
Le site de la ville de Rumilly est installé sur une terrasse située au-dessus des rivières encaissées du Chéran et de la Néphaz.
La ville se trouve naturellement limitée au nord, à l'est et à l'ouest par ses deux rivières profondément encaissées, aux falaises presque partout abruptes. 
Au sud, une vaste pénéplaine s'étend au-delà d'Albens.

### Hydrographie
La commune est limitée au nord par le lit du Fier dans lequel conflue le Chéran  qui draine la ville.
La Chéran reçoit les eaux de plusieurs ruisseaux dont  la Néphaz.
Le Fier est un affluent de la rive gauche du Rhône.

### Climat
Le tableau suivant donne les normales mensuelles de température et de précipitations pour la station de Chambéry (station météorologique de référence pour Météo-France) relevées sur la période 1981-2010. La station est située à environ 43,9 km au sud de Rumilly et elle se trouve à une altitude de 235 m.
La situation de Rumilly, d'une altitude médiane de 451 m, se trouve dans un climat continental montagnard caractérisé par une humidité marquée. Les hivers sont froids et neigeux, comme à Chambéry, et la saison estivale douce avec parfois des épisodes orageux. Les intersaisons (avril et octobre) sont aussi en moyenne humides.
L'amplitude thermique est proche de celle observée pour la ville d'Annecy, 20,7 °C.
| Mois                              | jan.  | fév.  | mars  | avril | mai   | juin | jui.  | août  | sep.  | oct.  | nov.  | déc.  | année   |
| --------------------------------- | ----- | ----- | ----- | ----- | ----- | ---- | ----- | ----- | ----- | ----- | ----- | ----- | ------- |
| Température minimale moyenne (°C) | −1,4  | −0,7  | 2,1   | 5,1   | 9,7   | 12,8 | 14,7  | 14,2  | 11    | 7,4   | 2,5   | −0,2  | 6,5     |
| Température maximale moyenne (°C) | 5,8   | 7,9   | 12,6  | 16,3  | 20,8  | 24,6 | 27,4  | 26,6  | 22    | 16,7  | 10,1  | 6,4   | 16,5    |
| Record de froid (°C)              | −19   | −14,4 | −10,3 | −4,6  | −1,4  | 2,8  | 5,4   | 5     | 1     | −4,3  | −10,8 | −13,5 | −19     |
| Record de chaleur (°C)            | 17,9  | 20,5  | 25,1  | 29,5  | 32,7  | 36,1 | 38,3  | 38,8  | 32    | 29    | 23,3  | 22,7  | 38,8    |
| Ensoleillement (h)                | 77,7  | 104,4 | 156,7 | 172,8 | 202,5 | 234  | 260,1 | 232,5 | 176,3 | 121,4 | 71,2  | 60,6  | 1 870,3 |
| Précipitations (mm)               | 102,6 | 91,5  | 100   | 92,2  | 104,2 | 94,8 | 86,6  | 91,7  | 111,8 | 122,6 | 105   | 118   | 1 221   |

### Milieux naturels et biodiversité
La commune appartient au parc naturel régional du massif des Bauges, qui a obtenu en septembre 2011 le label international soutenu par l’UNESCO, Geopark, devenant ainsi la 1re réserve cynégétique (faune sauvage) et 3e Géopark de France (87e mondial). Ce label récompense la politique du parc de promotion de la richesse géologique du massif des Bauges. Elle a par ailleurs signé en 2007 un engagement pour devenir une Ville-porte du parc pour les douze années suivantes.
La zone des Pérouses, à la confluence des rivières Dadon et Chéran, sur près de 40 hectares avec deux plans d'eau, abrite aujourd'hui de nombreuses espèces animales. Longtemps, exploitée comme carrière, la zone a été comblée avec quelque 32.000 tonnes de déchets inertes provenant de l'usine Téfal toute proche, puis recouverte d'une épaisse couche de terre. Aujourd'hui la zone a le statut de zone protégée refuge de la biodiversité. Dès 2011, la Ligue pour la protection des oiseaux l'a prise en charge en tant que "Refuge LPO" ce qui désormais implique de nombreux principes à respecter. La zone rassemble des milieux naturels diversifiés : eaux vives et eaux dormantes, mares, anciennes carrières, zones herbeuses, haies et forêts, en privilégiant les espèces autochtones et une gestion écologique et l'interdiction de la chasse. La zone abrite plus de 60 espèces d'oiseaux, et de nombreuses espèces d'amphibiens, de reptiles, d'insectes, de libellules et de papillons. Parmi les espèces emblématiques : le Crapaud sonneur à ventre jaune, le rare Alyte accoucheur, le Petit Gravelot et le Harle bièvre.

## Urbanisme

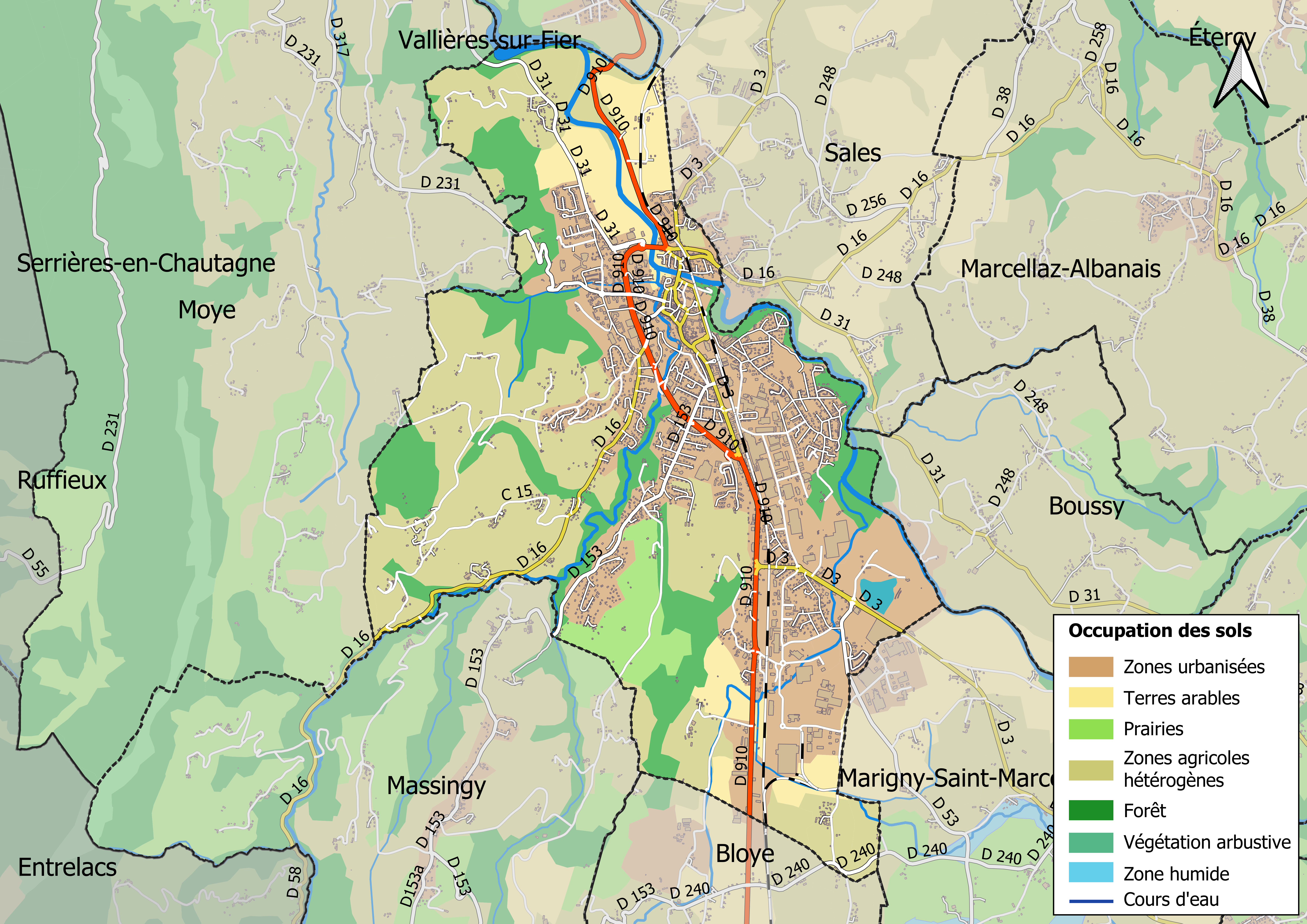
Carte des infrastructures et de l'occupation des sols en 2018 (CLC) de la commune.

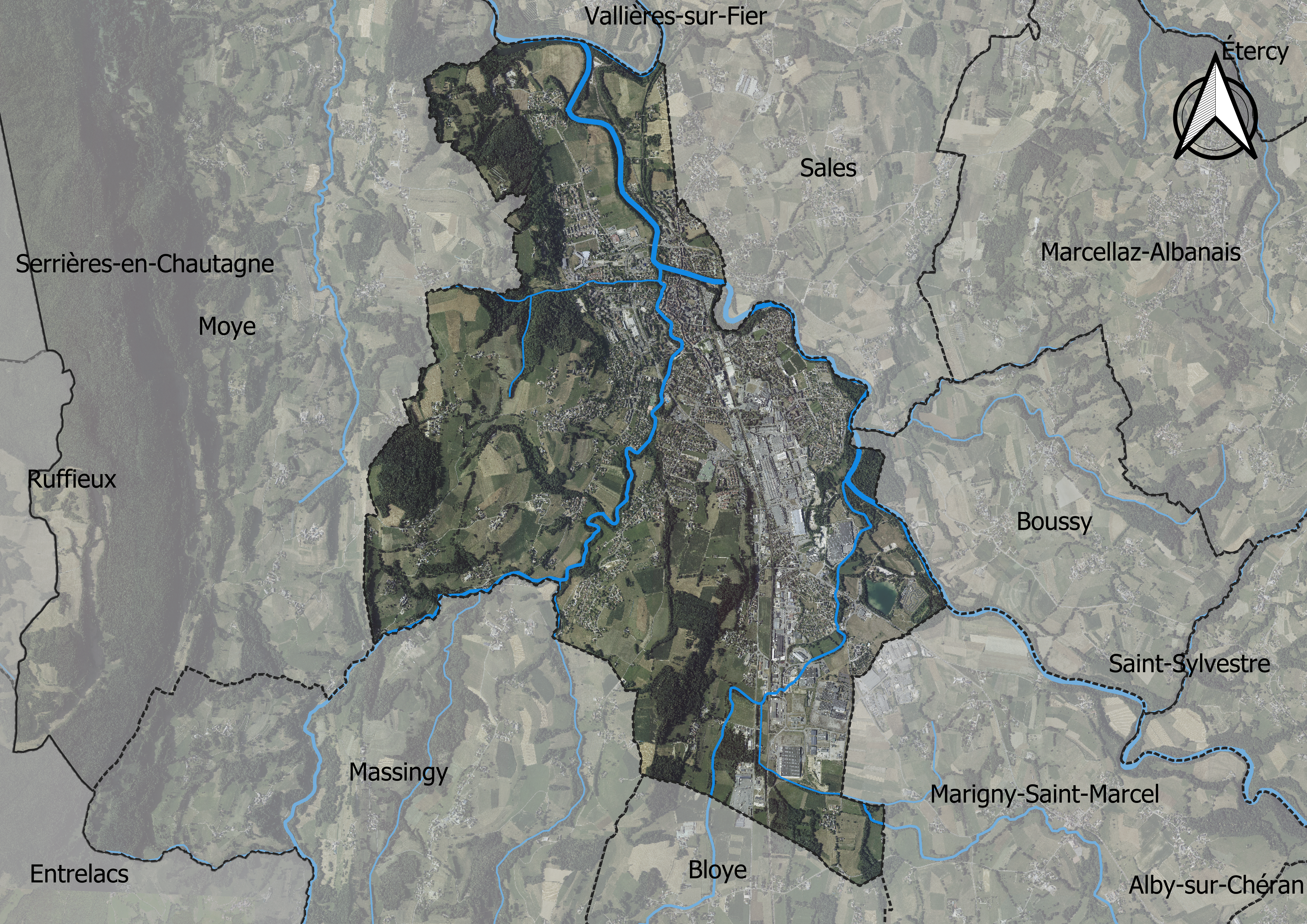
Carte orthophotogrammétrique de la commune.

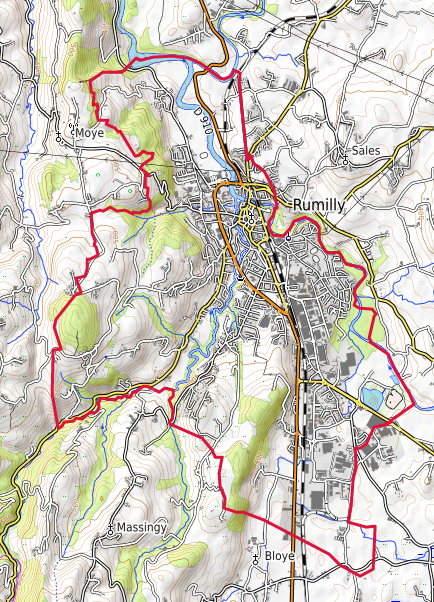
Carte topographique de la ville en 2021.

### Typologie
Au 1er janvier 2024, Rumilly est catégorisée centre urbain intermédiaire, selon la nouvelle grille communale de densité à sept niveaux définie par l'Insee en 2022.
Elle appartient à l'unité urbaine de Rumilly, une agglomération intra-départementale regroupant deux  communes, dont elle est ville-centre,,. Par ailleurs la commune fait partie de l'aire d'attraction d'Annecy, dont elle est une commune de la couronne,. Cette aire, qui regroupe 79 communes, est catégorisée dans les aires de 200 000 à moins de 700 000 habitants,.

### Occupation des sols
L'occupation des sols de la commune, telle qu'elle ressort de la base de données européenne d’occupation biophysique des sols Corine Land Cover (CLC), est marquée par l'importance des territoires agricoles (44 % en 2018), en diminution par rapport à 1990 (51,6 %). La répartition détaillée en 2018 est la suivante : 
zones agricoles hétérogènes (32,3 %), zones industrielles ou commerciales et réseaux de communication (17,9 %), zones urbanisées (17,2 %), forêts (16,7 %), terres arables (8,1 %), espaces verts artificialisés, non agricoles (4,2 %), prairies (3,6 %).
L'IGN met par ailleurs à disposition un outil en ligne permettant de comparer l’évolution dans le temps de l’occupation des sols de la commune (ou de territoires à des échelles différentes). Plusieurs époques sont accessibles sous forme de cartes ou photos aériennes : la carte de Cassini (XVIIIe siècle), la carte d'état-major (1820-1866) et la période actuelle (1950 à aujourd'hui).

### Habitat et logement
En 2020, le nombre total de logements dans la commune était de 7 473, alors qu'il était de 6 865 en 2015 et de 5 932 en 2010.
Parmi ces logements, 92,3 % étaient des résidences principales, 2,1 % des résidences secondaires et 5,6 % des logements vacants. Ces logements étaient pour 32,1 % d'entre eux des maisons individuelles et pour 67,5 % des appartements.
Le tableau ci-dessous présente la typologie des logements à Rumilly en 2020 en comparaison avec celle de la Haute-Savoie et de la France entière. Une caractéristique marquante du parc de logements est ainsi une proportion de résidences secondaires et logements occasionnels (2,1 %) inférieure à celle du département (23,7 %) mais supérieure à celle de la France entière (9,7 %). Concernant le statut d'occupation de ces logements, 53,1 % des habitants de la commune sont propriétaires de leur logement (49,6 % en 2015), contre 60,2 % pour la Haute-Savoie et 57,5 pour la France entière.
| Typologie                                               | Rumilly | Haute-Savoie | France entière |
| ------------------------------------------------------- | ------- | ------------ | -------------- |
| Résidences principales (en %)                           | 92,3    | 69,8         | 82,1           |
| Résidences secondaires et logements occasionnels (en %) | 2,1     | 23,7         | 9,7            |
| Logements vacants (en %)                                | 5,6     | 6,5          | 8,2            |

#### Projets d'aménagements
Un nouveau gymnase, le gymnase Monery, fait face à la gare.
Des aménagements résidentiels sont actuellement[Quand ?] en cours de construction et contribuent à la mise en valeur et au développement qualitatif de la ville.
L'autre aménagement d'importance concerne l'ancienne manufacture des Tabacs. Celle-ci a été partiellement détruite pour laisser place à un projet immobilier comprenant notamment une résidence pour personnes âgées. Une aile de l'actuel bâtiment a été toutefois conservée pour accueillir l'Office du tourisme, le siège de la communauté de communes ainsi que le musée (jusqu'alors installé dans l'autre aile, promise à la destruction).
Le projet ayant pris du retard, dû en partie à la conjoncture économique. Les travaux ont débuté fin 2009 et sont actuellement en cours.
Le nouveau boulodrome, baptisé Boulodrome Robert-Ramel, a été construit à côté du gymnase de Monery.

### Voies de communication et transports

#### Infrastructures de transport
Des bus (J’yBus) sont à disposition dans la ville.Le réseau est connecté à Poisy et Chavanod depuis la ligne 4 et 5.
Des vélos sont mis a disposition sur le territoire de l’Albanais 

#### Transports collectifs

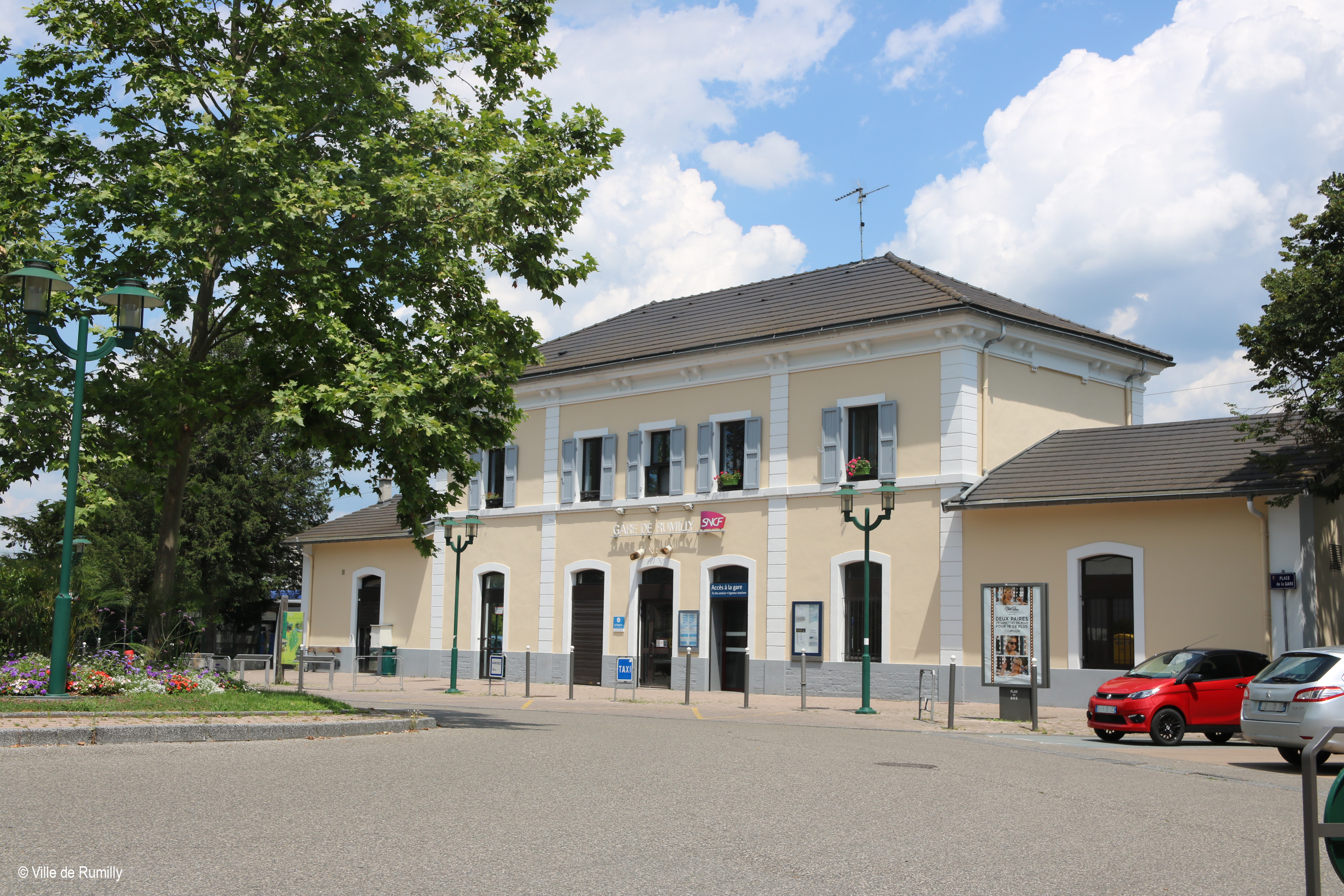
Gare de Rumilly.

La ville de Rumilly dispose d'une gare SNCF (gare de Rumilly inaugurée dans les années 1860) qui constitue le seul arrêt systématique des trains de passagers (hors TGV) circulant entre Annecy et Aix-les-Bains. Elle est desservie par des trains TER quotidiens Annecy - Lyon et Annecy - Chambéry - Grenoble-Universités-Gières - Grenoble - Valence-TGV - Valence-Ville.
Depuis le 12 décembre 2010, la gare de Rumilly est également desservie par un train direct Évian - Grenoble circulant les dimanches soir et par un train direct Grenoble - Évian les vendredis soir pour la desserte des Universités de Chambéry et de Grenoble avec arrêt en gare de Grenoble-Universités-Gières.
De manière anecdotique également, Rumilly est desservie par un TER direct Annecy - gare d'Avignon-Centre chaque vendredi soir (15 h 37 Annecy - 16 h 00 Rumilly - 20 h 11 Avignon-Centre) ayant son pendant pour le retour le dimanche soir (18 h 43 Avignon-Centre - 22 h 59 Rumilly - 23 h 17 Annecy).
Une modernisation de la ligne et un doublement de la voie sur certains tronçons entre Rumilly et Annecy ainsi que la construction d'une troisième voie en gares d'Annecy et de Rumilly est en projet. La fin des travaux est prévue pour 2025.
Pendant quelques années, il a existé, sur la commune, une ligne de bus assurée en transport à la demande. Des départs étaient proposés trois jours par semaine. Toutefois, ce service a été supprimé en mai 2009 en raison de sa faible fréquentation.
Depuis 2013, la commune envisageait, en collaboration avec la communauté de communes Rumilly Terre de Savoie (anciennement la communauté de communes du canton de Rumilly), de se doter d’un réseau de bus. Composé de trois lignes et assuré par cinq véhicules, il sera délégué à la SPL SIBRA. Baptisé J'ybus, ce réseau, initialement prévu pour la rentrée 2018, est finalement mis en service le 14 septembre 2019.

## Toponymie
Rumilly est un toponyme à la provenance duquel on peut donner deux explications,. Il pourrait s'agir d'un toponyme provenant d'un ancien domaine gallo-romain dérivant du gentilice Romilius ou Rumilius auquel est associé le suffixe suffixe -acum. Toutefois, certains voient une proximité entre le gentilice et le nom de la déesse romaine des nourrices et des enfants, Rumina, que l'on retrouve sous les formes « Rumilia, Rumia ». D'ailleurs, la paroisse est placée dès le VIIe siècle sous la protection de sainte Agathe, protectrice des nourrices. Il a donc été supposé qu'un ancien lieu de culte en faveur de Rumina s'y soit trouvé, sachant qu'au IIe siècle av. J.-C., les légions de Rome développent la cité de Romillia.
Les autres mentions de la cité sont en 1146 « Rumiliacum », puis au siècle suivant « Rumilie » (1225). La paroisse est mentionnée aux alentours de 1344 sous le vocable « Cura de Rumilliaci ».
En arpitan savoyard, le nom de la commune s'écrit Remelyi,, prononcé [rmɛˌʎi]. La prononciation est parfois retranscrite « rmèlyi » (selon la graphie de Conflans).

## Histoire

### Préhistoire
L'archéologie a permis d'attester, sur le territoire de la commune, une présence néolithique avec la découverte de haches et d'une épée de l'âge du bronze.

### Antiquité
À partir du IIe siècle av. J.-C., les légions de Rome s'emparent de la Savoie. Les Romains, comprenant vite l'importance stratégique du site, établissent un relais routier au confluent du Chéran et de la Néphaz et y construisent un pont. Situé sur la voie romaine Chambéry (Lemencum) à Seyssel (Condate) vers Genève, se développe la cité de « Romillia ». Il subsiste de cette époque plusieurs inscriptions, dont certaines sont au musée de la ville.

### Moyen Âge

#### Haut Moyen Âge
Le site est ensuite occupé au Ve siècle par les Burgondes, suivi des Francs au VIe siècle. Au haut Moyen Âge, sous l'Empire de  Charlemagne, la Sapaudia est divisée en pagus ; le « pagus Genevensis » qui comprend le pagus minor Albanensis ou l'Albanais et qui prend pour capitale Rumilly.

#### Moyen Âge central
La ville, du Xe siècle au XIVe siècle, est un avant poste des possessions genevoises face au comté contrôlé par la maison de Savoie. Le comte de Genève, vers le XIIe siècle, installe un vidomne pour le représenter. Cette charge revient aux Rumilly (Rumiliaco). L'historien Pierre Duparc, spécialiste du comté de Genève, propose deux hypothèses quant à l'origine de cette famille, soit les vidomnes ont pris le nom de la cité, soit il s'agit d'une « ancienne famille, propriétaire du château, qui aurait accepté du comte la charge de vidomne ». La première mention d'un membre de cette famille portant la qualité de vidomme (vice domnus) est Walter de Rumilly (Walterius de Rumiliaco vicedomnus) dans une charte vers l'an 1100,. Un second membre est chargé de cette fonction en 1181, Willelme de Rumilly (Willelmus vicedominus de Rumiliaco),,.
Plusieurs personnalités portant le nom de Rumilly sont témoins dans des actes dès la fin du XIe siècle, : Herman de Rumilly, lors d'une donation faite par le comte Aymon de Genève (v. 1080) ; Étienne de Rumilly (Stephanus de Rumiliaco testis), garant ou témoin vers 1150 dans une concession faite par le comte Humbert III de Maurienne — Croisollet le donne comme conseiller comtal — ; Aimon de Rumilly, auprès de ce même comte ; Ubold de Rumilly (1173), toujours auprès d'Humbert III ; le vidomne Willelme et son frère Amédée (1181) ; Raimond de Rumilly, otage pour le comte Guillaume II de Genève (traité de Desingy, 1219) ou encore Girod de Rumilly, damoiseau, dans une transaction en 1259.
La ville est fortifiée très tôt et on y bâtit un château fort. Au sud de la ville, un large et profond fossé est creusé. La ville accueille un prieuré placé sous le vocable de Sainte-Agathe au début du XIIe siècle, filleul de Saint-Pierre de Nantua.
En 1272, le vidommat de Rumilly passe à la famille de Villette,. Thibaud de Villette fait hommage le 11 septembre à l'évêque de Genève,. La cité est inféodée ensuite aux comtes de Genève.
Le 4 août 1291, le comte Amédée II de Genève confirme les franchises de la cité,, concédée par Guillaume II de Genève († 1252). En effet, l'acte mentionne les premières franchises accordées par le comte Guillaume II de Genève, avant l'année 1252.

#### Moyen Âge tardif
La ville fait partie à la fin du XIVe siècle de l'apanage de la princesse Marguerite de Joinville, épouse de Pierre de Genève.
À la suite des comtes de Genève, les comtes puis ducs de Savoie compléteront le système défensif de la ville. En 1417, le duc Amédée VIII de Savoie achète la ville à Mathilde de Savoie. En septembre 1418 le duc et sa famille ainsi que sa cour s'installent à Rumilly, il y reste jusqu'au milieu du mois de mai 1419.
Le 27 mars 1448, un incendie détruit en partie la ville. Ce sont également les archives municipales qui disparaissent dans les flammes.
En 1488, les bâtiments de l’hospitale antiquum sont convertis en une première Grenette (halle au blé).

### Temps modernes
Un nouvel incendie détruit la ville en 1514. Le feu s'est déclenché au cours de la Fête-Dieu.

#### XVIesiècleetXVIIesiècle
En 1629-1630, elle est atteinte par la peste.
En mai 1630, la ville subit le siège des troupes du roi de France Louis XIII qui envahissent le duché de Savoie.
En 1690, lors de la 3e occupation française de la Savoie, la ville de Rumilly oppose cette fois une résistance aux troupes de Louis XIV, sous les ordres du général Saint-Ruth. Une dizaine d'habitants trouvent la mort dans les combats du 15 août 1690.

### XVIIIesiècleetXIXesiècle
En 1710, elle est occupée par les Allemands.
En 1741, travaux de détournement de la rivière le Dadon qui s'écoulait par les actuelles rues Girod, Montpellaz et d'Hauteville pour alimenter un vieux moulin au centre-ville. Les anciens bâtiments du moulin serviront de boucherie jusqu'en 1820 et la construction de la Grenette.
En 1742, lors de la guerre de Succession d'Autriche (1740-1748), la Savoie est envahie par les troupes espagnoles. Un détachement se présente à Rumilly mais le gardien de la porte de Chambéry, Marcoz d’Ecle, un bourgeois de la ville, leur refuse l'entrée. Sommé de rendre ses armes, il aurait répondu : « Sont-t-lié voûtrè ? » (« Sont-elles à vous ? »). Il se fit tuer sur place.
La ville compte 2 273 habitants lors du dénombrement de 1776 et est à cette époque un centre commercial et spirituel important. Elle voit de nombreuses congrégations religieuses s'y installer : capucins en 1612, bernardines en 1622, oratoriens en 1651.

### Révolution française et Empire
En 1793, la ville est promue chef-lieu de canton. Ce dernier regroupe 26 communes en 1799. S'illustre à cette période[pourquoi ?] Philibert Simond (1755-1794), guillotiné lors de la Terreur.

### Époque contemporaine
En 1822, destruction du très vieux moulin de la place de la Grenette et construction d'une nouvelle halle au blé selon les plans de l'architecte Ruphy.
Dans les années 1830-1840, à l'écart de la nouvelle route Albens - Annecy et du pont de la Caille), inauguré le 11 juillet 1839 la ville perd de son importance.

#### Après le rattachement de la Savoie à la France
Au XIXe siècle, l'implantation, d'une gare — rapprochant la ville d'Annecy —, de l'École normale de filles (pour les deux départements de la Savoie) à partir de 1860 et des premières industries donnent un nouvel avenir au bourg rural. L'Albanais est alors le grenier à blé des Savoie, et un passage obligatoire entre Annecy et Chambéry.
En 1869, construction de la Grenette actuelle à sept ouvertures et orientée est-ouest, inaugurée le 12 septembre par un grand banquet de 220 couverts.
Une manufacture de tabacs est construite et emploie de nombreux ouvriers.
En 1926, ouverture du cinéma Le Concorde, définitivement fermé en 2016, remplacé par le complexe Les Lumières de la Ville.
Le 23 janvier 1940, à 21 heures, l'École normale de filles est détruite par un incendie. Aucun décès des institutrices mais décès d'un pompier, Jean Marie Chal.

#### Cinquième République
- 1961, le groupe Tefal ouvre sa plus importante usine sur 16 hectares. En 2016, 1 800 personnes y travaillent et produisent quelque 40 millions d'articles culinaires[43].
- 1962 : Création du premier foyer des jeunes de Rumilly qui devient MJC en 1968[44].
- 1974 : Début de la construction d'une nouvelle MJC à proximité du nouveau complexe sportif[44].
- 1987 : Entre novembre et juillet 1988, un gang de sept jeunes Rumilliens, dont deux majeurs, ont commis sept vols avec agressions chez des personnes âgées[45],[46]. Ils causent la mort notamment de quatre d'entre-elles[45],[46] et dérobent près de 300 000 francs (environ 45 000 euros)[46]. Le procès se déroule à Annecy, en septembre 1991, ceux que la presse a surnommé les « enfants bourreaux » sont condamnés[46].
- 1992 : Déménagement des activités de la MJC, route de Bessine, et création de l'OSCAR (office socio-culturel de l'Albanais et de Rumilly)[44].
- 2002 : À l'automne la Grenette subit un grand nettoyage et une importante restauration menée par le sculpteur Fernand Terrier.
- 2010 : A l'automne, ouvre le Quai des Arts, salle de spectacles (400 places assises, 750 debout)[47] et médiathèque[48] municipales.
- 2013 :Après rénovation, le Musée de Rumilly - Notre Histoire réouvre en mai.
- 2016 :
  - En juillet la municipalité approuve le choix de l'aménageur Priam's pour l'aménagement de l'îlot urbain de 5 600 m2 du site de l'ancien hôpital acquis par la ville en 2014[49].
  - Fin décembre fermeture définitive de la salle de cinéma le "Concorde", ouverte dès 1926 dans le cadre du Foyer Rumillien et rénovée en 1976 et en 2000.

## Politique et administration

### Rattachements administratifs et électoraux

#### Rattachements administratifs
La commune se trouve dans l'arrondissement d'Annecy du département de la Haute-Savoie.
Elle était le chef-lieu du canton de Rumilly. Dans le cadre du redécoupage cantonal de 2014 en France, cette circonscription administrative territoriale a disparu, et le canton n'est plus qu'une circonscription électorale.

#### Rattachements électoraux
Pour les élections départementales, la commune est le bureau centralisateur depuis 2014 d'un nouveau canton de Rumilly, porté de 18 à 29 communes
Pour l'élection des députés, elle fait partie de la première circonscription de la Haute-Savoie.

### Intercommunalité
Rumilly est le siège  de la communauté de communes Rumilly Terre de Savoie, un établissement public de coopération intercommunale (EPCI) à fiscalité propre créé fin 1999 et auquel la commune a transféré un certain nombre de ses compétences, dans les conditions déterminées par le code général des collectivités territoriales.

### Tendances politiques et résultats
Rumilly est traditionnellement positionné clairement à droite lors des différents scrutins locaux et nationaux. Le vote Front national, a connu un net recul en 2007 après l'épisode de 2002 et celui de 1995 où J.-M. Le Pen était déjà arrivé en tête au premier tour. Il ne s'est par ailleurs jamais traduit sur le plan local, l'extrême droite n'ayant jamais présenté de liste aux municipales. La croissance démographique de la ville et l'évolution sociologique qui l'accompagne (installation de populations « anneciennes » attirées par un foncier relativement moins onéreux) peuvent expliquer que Rumilly ait été la seule commune de Haute-Savoie à placer Ségolène Royal en deuxième position du premier tour en 2007. Cependant, la gauche locale n'a pas tiré profit de ce changement et a vu aux élections de 2008 sa place au sein du conseil municipal fortement réduite, notamment au profit d'une liste divers droite d'opposition.
Lors du premier tour des élections municipales de 2014 en Haute-Savoie, la liste UMP-UDI menée par le maire sortant Pierre Bechet obtient la majorité absolue des suffrages exprimés, avec 2 250 voix (50,91 %, 26 conseillers municipaux élus dont 14 communautaires), devançant très largement celles menées respectivement par : 

- Jacques Morisot (SE, 905 voix, 20,47 %, 3 conseillers municipaux élus dont 2 communautaires) ;

- Michel Brunet (PS-PCF-EELV, 671 voix, 15,18 %, 2 conseillers municipaux élus dont 1 communautaire) ;

- Thierry Forlin (DVG, 593 voix, 13,41 %, 2 conseillers municipaux élus dont 1 communautaire).

Lors de ce scrutin,  46,58 % des électeurs se sont abstenus.
Lors du second tour des élections municipales de 2020 en Haute-Savoie — où le maire sortant ne se représentait pas — la liste DVD menée par  	Christian Heison obtient la majorité des suffrages exprimés, avec 1 315 voix (38,09 %, 23 conseillers municipaux élus dont 14 communautaires), devançant assez largement les listes menées respectivement par, : 

-  Jacques Morisot 	(SE, 1 082 voix, 31,34 %, 5 conseillers municipaux élus dont 3 communautaires) ; 

-  Philippe Hector (DVD, 1 055 voix, 30,56 %, 5 conseillers municipaux élus dont 3 communautaires) ;

lors d'un scrutin marqué par la pandémie de Covid-19 en France où 63,41 % des électeurs se sont abstenus.
Après la démission de plus d'un tiers du conseil municipal en 2023, de nouvelles élections sont organisées le 12 novembre 2023 où la liste menée par Christian Dulac obtient la majorité absolue des suffrages exprimés, avec 2 596 voix (70,66 %, 29 conseillers municipaux élus), devançant très largement celle menée par le maire sortant Christian Heison, qui a recueilli 1 078 voix (29,34 %, 5 conseillers municipaux élus). 
Lors de ce scrutin, 63,52 % des électeurs se sont abstenus.

### Jumelages
La ville de Rumilly est jumelée avec,,:
- Michelstadt (Allemagne) depuis 1972
- Maglie (Italie) depuis 2018

## Équipements et services publics

### Espace public
En 2014, Rumilly bénéficie du label « ville fleurie » avec trois fleurs au concours des villes et villages fleuris, respectivement obtenues en 1994, 1997, 2003. Candidate à l'obtention d'une quatrième fleur en 2007, le jury régional a jugé cette attribution prématurée.

### Enseignement
Rumilly dispose d'établissements scolaires publics et privés de la maternelle jusqu'au lycée. Le plus récent est le lycée de l'Albanais, ouvert en 1996. Par ailleurs, un nouveau groupe scolaire (maternelle et primaire) public devrait ouvrir ses portes dans les prochaines années. Un deuxième collège public, le collège du Chéran, a ouvert en 2018, afin de faire face à la croissance démographique et de diminuer les effectifs du collège Le Clergeon.

#### Établissements publics
- école maternelle du centre.
- école maternelle du Champ-du-Comte.
- école maternelle des Prés-Rians.
- école élémentaire Léon-Bailly / Albert-André.
- école élémentaire René-Darmet.
- école primaire Joseph-Béard.
- collège Le Clergeon, 930 élèves en septembre 2011.
- collège du Chéran
- Lycée de l'Albanais, 993 élèves en septembre 2011. Ce lycée construit au milieu des années 1990, avec une structure utilisant massivement le bois, offre aussi une formation de niveau Brevet de Technicien Supérieur (Bac +2).
- Lycée des métiers du bâtiment et des travaux publics Porte des Alpes, 498 élèves en septembre 2013.

#### Établissements privés
- école maternelle Clairjoie.
- école maternelle et élémentaire Jeanne-d'Arc.
- école élémentaire, collège et lycée Démotz de la Salle, 1355 élèves en septembre 2012 et 440 au lycée.
- lycée professionnel Sainte-Thérèse.

### Santé
Le Bassin 74225, qui correspond au pôle de Rumilly et sa périphérie (soit 19 906 hab. répartie sur 9 communes), possède une desserte médicale estimée en septembre 2012 à un médecin généraliste pour 1 531 hab.. Le bassin compte pour cette période 13 médecins généralistes.
L'offre médicale du bassin est assez importante avec la présence de plus de cinq pharmacies, dentistes, ainsi que des personnels médicaux ou de santé (dentiste, sages-femmes, infirmiers, kinésithérapeute).
La commune de Rumilly dispose d'un hôpital, le centre hospitalier Gabriel-Déplante, de 98 places. Doté d'un service d'urgence, il est spécialisé dans les soins de suite et la rééducation. 
À ce pôle situé en centre-ville, s'ajoutent quatre autres sites : 
- l'USLD (unité de soins de longue durée pour personnes âgées) Les Cèdres (84 places)
- l'EHPAD (établissement d'hébergement pour personnes âgées dépendantes) Baufort (80 places)
- un institut de formation d'aide-soignant (IFAS)
- Les Coquelicots : une structure Alzheimer de 48 lits.

Un nouvel hôpital, d'une capacité de 120 lits, en périphérie de la ville, à proximité des autres structures, est en construction. Il portera le nom de Gabriel Déplante (1910-1980), chirurgien rumillien qui s'est notamment illustré au sein de la Résistance et à la tête du club de rugby. Ce nouvel établissement fera de l'hôpital l'un des plus gros employeurs de la commune.
Le bassin est aussi équipé de maisons de retraite et d'un centre médico-social.

### Justice, sécurité, secours et défense
Rumilly dépend du tribunal d'instance et de grande instance d'Annecy et de la cour d'appel de Chambéry. Un conciliateur de justice assure une permanence dans la commune deux fois par semaine. Depuis quatre ans[C'est-à-dire ?], la municipalité a mis en place un réseau de médiateurs bénévoles.
Rumilly dispose d'une police municipale et d'une gendarmerie (nouvelle caserne inaugurée en 2016). 17 caméras de vidéosurveillance sont disposées en ville.

## Population et société
Les habitants de Rumilly sont appelés les Rumilliens.

### Démographie

#### Évolution démographique
L'évolution du nombre d'habitants est connue à travers les recensements de la population effectués dans la commune depuis 1793. Pour les communes de plus de 10 000 habitants les recensements ont lieu chaque année à la suite d'une enquête par sondage auprès d'un échantillon d'adresses représentant 8 % de leurs logements, contrairement aux autres communes qui ont un recensement réel tous les cinq ans,.

En 2022, la commune comptait 16 082 habitants, en évolution de +5,32 % par rapport à 2016 (Haute-Savoie : +6,01 %, France hors Mayotte : +2,11 %).
| 1793  | 1800  | 1806  | 1822  | 1838  | 1848  | 1858  | 1861  | 1866  |
| ----- | ----- | ----- | ----- | ----- | ----- | ----- | ----- | ----- |
| 2 634 | 2 757 | 3 046 | 4 005 | 4 418 | 4 353 | 4 190 | 4 137 | 4 607 |

| 1872  | 1876  | 1881  | 1886  | 1891  | 1896  | 1901  | 1906  | 1911  |
| ----- | ----- | ----- | ----- | ----- | ----- | ----- | ----- | ----- |
| 4 147 | 4 104 | 4 009 | 3 981 | 4 444 | 4 389 | 4 252 | 4 239 | 4 147 |

| 1921  | 1926  | 1931  | 1936  | 1946  | 1954  | 1962  | 1968  | 1975  |
| ----- | ----- | ----- | ----- | ----- | ----- | ----- | ----- | ----- |
| 3 505 | 4 116 | 4 401 | 4 742 | 4 836 | 5 155 | 5 763 | 6 420 | 7 379 |

| 1982  | 1990  | 1999   | 2006   | 2011   | 2016   | 2021   | 2022   | - |
| ----- | ----- | ------ | ------ | ------ | ------ | ------ | ------ | - |
| 8 863 | 9 991 | 11 230 | 12 781 | 13 667 | 15 270 | 15 998 | 16 082 | - |

#### Pyramide des âges
En 2018, le taux de personnes d'un âge inférieur à 30 ans s'élève à 38,7 %, soit au-dessus de la moyenne départementale (35,9 %). À l'inverse, le taux de personnes d'âge supérieur à 60 ans est de 21,5 % la même année, alors qu'il est de 22,1 % au niveau départemental.
En 2018, la commune comptait 7 512 hommes pour 7 861 femmes, soit un taux de 51,14 % de femmes, légèrement supérieur au taux départemental (50,80 %).
Les pyramides des âges de la commune et du département s'établissent comme suit.
| Hommes | Classe d’âge | Femmes |
| ------ | ------------ | ------ |
| 0,5    | 90 ou +      | 1,7    |
| 5,5    | 75-89 ans    | 8,8    |
| 11,7   | 60-74 ans    | 14,7   |
| 19,2   | 45-59 ans    | 17,7   |
| 22,0   | 30-44 ans    | 20,7   |
| 18,1   | 15-29 ans    | 16,8   |
| 23,0   | 0-14 ans     | 19,6   |

| Hommes | Classe d’âge | Femmes |
| ------ | ------------ | ------ |
| 0,6    | 90 ou +      | 1,4    |
| 5,9    | 75-89 ans    | 7,9    |
| 14,2   | 60-74 ans    | 15,3   |
| 20,7   | 45-59 ans    | 20,3   |
| 21,8   | 30-44 ans    | 21,4   |
| 17,4   | 15-29 ans    | 15,6   |
| 19,5   | 0-14 ans     | 18     |

### Manifestations culturelles et festivités
- En février : Salon du bien être et de l'épanouissement.
- Le 1er weekend d'avril :  les Journées de l'Habitat. Objectif : permettre aux artisans du bassin local de participer à un salon portant sur les métiers de la construction et de la rénovation.
- En mai : festival du premier roman.
- En juin : Salon des artistes amateurs (20e édition en 2010).
- En août : 
  - Fête du plan d'eau le 15 août (jeux intercommunes, bal…).
  - fin août : bourse d'échanges et exposition de véhicules anciens, 23e édition en 2009, par le club Auto-Rétro de l'Albanais.
- En septembre : 
  - deuxième week-end de septembre : fête patronale (vide grenier, fête foraine, défilé, feux d'artifice…).
  - Salon du chauffage, des énergies renouvelables et de l'isolation.
- En octobre : 
  - le premier samedi d'octobre : la « balouria », fête des métiers anciens (vannier, maréchal-ferrant, scieur de long, sabotier, affûteur, etc.) et des produits du terroir (boudin, beignet, bidoyon, matafan, beurre de baratte, etc.)[64].
  - Foire d'automne et salon du fromage.
  - Salon des vins et de la gastronomie.

### Sports et loisirs
- Rugby à XV : au Football Club Sportif Rumilly renommé "RCSR" (depuis 2018, anciennement FCSR). La ville de Rumilly dispose d'une équipe de rugby au riche passé. Elle demeure dans les hautes sphères des divisions nationales (première division, Top 16, Pro D2), et joue en Fédérale 1 (troisième division) pour la saison 2019-2020. Elle a été :
  - Championne de France 3e division en 1983,
  - Championne de France 2e division en 1986,
  - Championne de France 1re division groupe B en 1987.
- Football : GFA 74, évoluant en National 3. Anciennement Football Club Sportif Rumilly Albanais. Club de football évoluant au Stade des Grangettes né en 1929, ayant notamment évolué en National 2 au milieu des années 1990. Devenu GFA 74 après la fusion entre le FCSRA et l'ES Vallières en 2018. Le club se qualifie en 1/2 finale le 20 avril 2021 de la Coupe de France en éliminant le Toulouse FC 2 buts à 0 après avoir battu en 1/16e de finale le FC Annecy le 6 mars 2021 puis Le Puy-en-Velay en huitième. Il perd contre l'A.S. Monaco en demi-finale.
- Karting : la ville accueille un circuit de karting renommé et homologué par la FFSA (deux pistes de 550 m et 1 150 m).
- Boxe : au Boxing-club rumilien,
  - depuis plusieurs années, Sébastien Madani fait la fierté de son club. Double champion de France amateur et 6 fois champion Dauphiné Savoie, il poursuit son parcours en professionnel, marqué en 2007 par le titre de champion Méditerranée WBC en super-welters.
- Judo : au Judo club de Rumilly[74]
- Handball : au HBC de Rumilly[75]
- Basket: au Rumilly Basket Club (RBC74)[76]. Organisation du Tournoi National Caroline Lebeau, tournoi national féminin de préparation de saison, chaque premier ou deuxième week-end de septembre depuis 2005.
- Centre Nautique d'été, inauguré en 1965, ouvert de mai à septembre, alimenté par 3 sources voisines.

### Médias
La commune édite un journal municipal, Rumilly.com, distribué à tous les Rumilliens. Il est également possible de le consulter sur le site de la ville.
La ville est couverte par des antennes régionales de radios dont France Bleu Pays de Savoie, ODS radio, Radio Semnoz ou Radio FMR, radio implantée à Rumilly… Enfin, la chaîne de télévision locale TV8 Mont-Blanc diffuse des émissions sur les pays de Savoie. Régulièrement l'émission La Place du village expose la vie locale de l'Albanais. France 3 et sa station régionale France 3 Alpes, peuvent parfois relater les faits de vie de la commune.
La presse écrite régionale est représentée par des titres comme Le Dauphiné libéré (édition "Annecy & Rumilly"), L'Essor savoyard, Le Messager - édition Genevois, le Courrier savoyard.
La presse locale est constituée par L'Hebdo des Savoie, un hebdomadaire est publié à Rumilly par l'imprimerie Ducret. Créé en 1999, il prend la suite de L'Agriculteur savoyard lui-même continuateur depuis 1944 du Journal du commerce, né en 1871. L'Hebdo des Savoie couvre l'Albanais (cantons de Rumilly, Alby-sur-Chéran et Albens) ainsi que la région d'Aix-les-Bains.

## Économie

### Emploi
Cœur du bassin d'emplois de l'Albanais, la ville  totalise près de 6000 emplois. Elle a un important passé économique : tanneries, Manufactures de tabac et industries laitières (Lait Mont Blanc). La ville compte environ 147 Rmistes en 2006.
L’emploi se caractérise par la prépondérance du secteur secondaire, conséquence de la présence de grandes entreprises (39,2 % des actifs sont ouvriers, 17 % sont des employés de bureaux, commerces, catégorie C de la fonction publique, 4 % des cadres).

### Entreprises de l'agglomération
Rumilly vit presque exclusivement de deux importants groupes industriels : Tefal (depuis 1956, 1 850 salariés en 2023, aujourd’hui groupe SEB) et CPF Cereal Partners France (céréales pour petit déjeuner, groupe Nestlé) (265 salariés). Parmi les autres entreprises, on peut citer Vulli (49 salariés), le fabricant du célèbre jouet Sophie la girafe.
Une nouvelle zone industrielle a vu le jour à la fin des années 1990, le groupe Système U y a installé une plateforme logistique en 2005 (150 salariés), le groupe autrichien Blum y installera son siège français sur 15 000 m2. Le groupe de distribution Provencia et La Poste projettent également d'y installer un atelier de transformation et une plate-forme interrégionale de tri.
Le 10 janvier 2008, le groupe Salomon annonce la fin de la fabrication des skis à Rumilly en Haute-Savoie avec comme conséquence la suppression de 400 postes de travail dont 284 en France (250 à Rumilly, 43 à Annecy). Lors des dix dernières années, le marché mondial des paires de skis s'est réduit de 30 %. Le site de Rumilly ne fabriquait déjà plus que 100 000 paires de skis sur les 450 000 portant la marque Salomon. Cette fermeture constitue pour la commune une perte sèche de 1 million d'euros, soit 12 % du montant global de la taxe professionnelle.
En octobre 2010, le site Salomon est revendu à Techniwood, entreprise basée en Lorraine spécialisée dans les maisons à ossature bois, et les lignes de production ont ouvert en septembre 2011.

### Commerce
Peu à peu, la commune rurale s'est transformée en s'urbanisant. Le centre-ville est dynamique, il regroupe 250 commerces et artisans. De nombreuses grandes surfaces se sont implantées, Intermarché, Bricomarché, Brico pro, Carrefour Market, Aldi, La Halle, Biocoop, Provenc'halle, Thiriet. Un hypermarché Hyper U de 4 800 m2 avec une galerie marchande de 3 000 m2 a ouvert ses portes en septembre 2006.

### Revenus de la population et fiscalité
En 2010, le revenu fiscal médian par ménage était de 27 947 €.

### Tourisme
En 2014, la capacité d'accueil de la commune, estimée par l'organisme Savoie Mont Blanc, est de 761 lits touristiques répartis dans 82 structures. Les hébergements se répartissent comme suit : 18 meublés ; un hôtel et une structure d'hôtellerie de plein air.

## Culture locale et patrimoine

### Lieux et monuments
La commune compte un monument répertorié à l'inventaire des monuments historiques et aucun lieu n'est répertorié à l'inventaire général du patrimoine culturel. Par ailleurs, elle compte huit objets répertoriés à l'inventaire des monuments historiques et aucun répertorié à l'inventaire général du patrimoine culturel.

#### Monuments civils

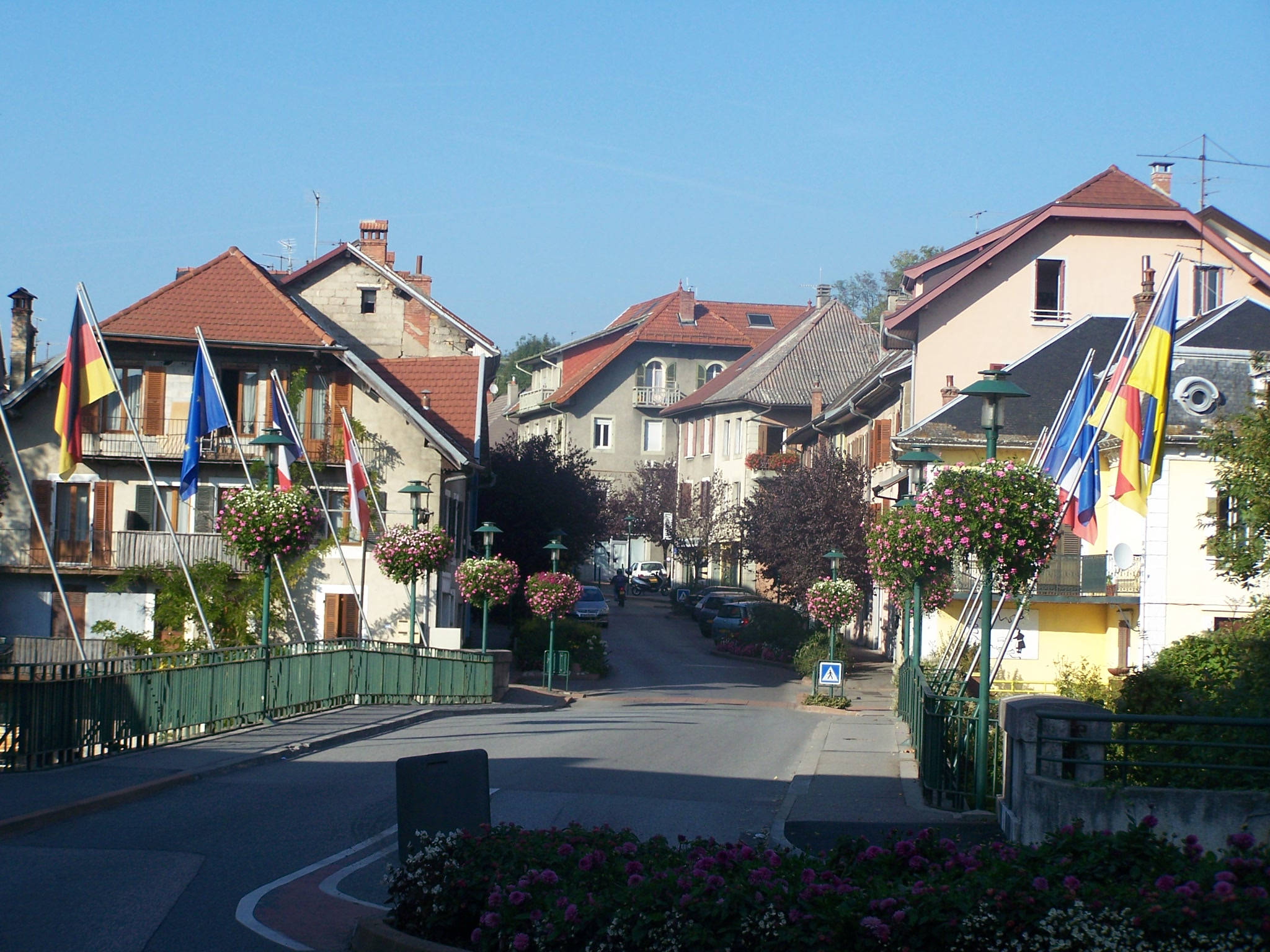
Le pont Neuf de Rumilly

- Vieux quartiers avec maisons Renaissance, arcades et fontaine de la place de l'Hôtel-de-Ville.
- Place Grenette. Une première Grenette ou Halle au blé avait été construite en 1820 sur l'emplacement d'un ancien hôpital, puis remplacée en 1869 par la Grenette actuelle car elle était estimée trop petite[37].
- Ancien magasin des tabacs. Partiellement détruit et rénové.
- Fontaines remarquables :
  - fontaine à col de cygne (1860) de la place de l'Hôtel-de-Ville, en remplacement d'une fontaine du XVIIe siècle,
  - fontaine du patio de l'hôtel de ville (1980),
  - fontaine de la place de la Résistance (1980),
  - fontaine de Sous l'église (2000) en remplacement d'une fontaine du XIXe siècle
  - fontaine en face de la Poste, la plus ancienne,
  - fontaine de la famille Descôtes datant du XVIIIe siècle et alimentée par la source du Montbornet,
  - lavoir et fontaine du quartier du Chéran,
  - bassin à bétail de la place d'Armes dont la fontaine a disparu remplacée par des jets d'eau.

#### Monuments religieux
- Église Sainte-Agathe de style néo-classique sarde (1843), inscrite dans son ensemble depuis 2009 à l'ISMH.
- Chapelle Notre-Dame-de-l'Aumône (bords du Chéran)
- Ancien couvent des bernardines de Rumilly.

#### Lieux et monuments disparus
- Château de Rumilly, datant probablement du Xe siècle.
- Prieuré de l'église de Sainte Agathe.

#### Espaces verts
- Plan d'eau des Pérouses, créé dans les années 1980, il est alimenté par une nappe phréatique.
- Bois de la Salle, 18 hectares situé sur les hauteurs de la ville, acheté en 1972 au baron Dianous de la Perrotine.

### Patrimoine culturel
- Le musée de Rumilly, anciennement musée de l'Albanais, qui a ouvert ses portes le 1er mai 2013.

### Personnalités liées à la commune
- Blanche de Genève, dernière comtesse de Genève, qui meurt dans son château en 1416 ;
- Mathilde de Savoie (1390-1438), dernière dame de Rumilly ;
- Amédée VIII, duc de Savoie, il achète la ville et le château en 1417, et y réside avec sa Cour au cours de la période 1418-1419 ;
- Philibert Simond (1755-1794), natif, révolutionnaire, député du Bas-Rhin à la Convention, commissaire du département du Mont-Blanc ;
- Joseph-Louis-Thomas Girod (1799-1866), élu député en 1848 puis sénateur au parlement de Turin, premier président de la cour d'appel de Chambéry de 1859 à 1866, c'est-à-dire au moment de l'annexion, il se fait remarquer par ses convictions anti-françaises ;
- Joseph Béard (1805-1872), surnommé le « médecin des pauvres », il fut le plus célèbre chansonnier patoisant du siècle. On lui doit la devise de Rumilly Et Capoé ? et l'invention de la légende qui l'accompagne.
- François Descostes (1846-1908), natif, avocat et écrivain, président de l'académie de Savoie en 1886-1887 ;
- Joseph Joffo (1931-2018), nommé citoyen d'honneur de la ville en souvenir d'un séjour qu'il relate dans son livre Un Sac de billes ;
- André Chappuis, natif en 1956, coureur cycliste ;
- Vern Cotter (1962), entraîneur du club de rugby de Clermont, joueur à Rumilly de 1990 à 1994 ;
- Franck Comba (1971), rugbyman, 13 sélections en équipe de France, champion de France 1998 et 2000. Joueur pendant trois saisons, de 1991 à 1994 au FCS Rumilly ;
- Adrien Pichollet (1995), rugbyman, champion de France de rugby avec la Sorbonne en 2015 et 2016. International à VII de rugby en 2016.
- Georges Pauget, natif, ancien PDG du Crédit agricole ;

### Héraldique
| Blason de Rumilly | Blason  | De gueules à l’aigle dit albanais d’argent becqué et membré d’or. Au XVIIe siècle, Charles-Auguste de Sales donnait les armes suivantes : de gueules à l’albanais éployé d’argent becqué et membré d’or Ornements extérieursÉcu parfois surmonté d'une couronne murale Devise / CriE Capoe (« Et Quand même ! »). Expression légendaire qui aurait été prononcée lors de la guerre franco-savoyarde de 1630 où les habitants rejetèrent la capitulation,. |
| Blason de Rumilly | Détails | - La forme de l'écu actuel prend la forme de l’écu italien. Ce choix remonte à 1720. Auparavant, celui-ci était de type rhomboïde (ovale). Précisions sur la sémantique du blasonnement : - La couleur : en héraldique, chaque couleur porte un nom bien précis, et le rouge se dit « de gueules ». La traduction en sculpture se fait par des lignes verticales. - La figure : appelée aussi chef, en « abime », puisque placée au milieu. Elle représente l’aigle, la tête posée de profil, regardant à sa droite, bec d’argent et ouvert en état de défense, le corps de face, les ailes sont pendantes le long du corps et pattes membrées c'est-à-dire sans ongles ni serres. - Le terme Albanais, selon Amédée de Foras, n'est rien d'autre qu'un aigle héraldique Les plus anciennes représentations des armes de la ville connues sont la gravure sur « la pierre des fonts baptismaux de l’église Sainte-Agathe », où la date de 1581 est indiquée ainsi que celle sur la cloche dite de Madame Royale, de 1639. Les armes remontent à un décret du 22 juin 1804 (Napoléon Ier), confirmé le 26 septembre 1814 (Louis XVIII). |

#### Ouvrages généraux
- Henri Baud, Jean-Yves Mariotte, Jean-Bernard Challamel, Alain Guerrier, Histoire des communes savoyardes. Le Genevois et Lac d'Annecy (Tome III), Roanne, Éditions Horvath, 1981, 422 p. (ISBN 2-7171-0200-0), p. 367-376, « Le canton de Rumilly », p.377-411 « Rumilly ».
- Paul Guichonnet, Nouvelle encyclopédie de la Haute-Savoie : Hier et aujourd'hui, Montmélian, La Fontaine de Siloé, 2007, 399 p. (ISBN 978-2-84206-374-0, lire en ligne). .
- Michel Germain, Jean-Louis Hebrard et Gilbert Jond, Dictionnaire des communes de Haute-Savoie, Éditions Horvath, 1996, 450 p. (ISBN 978-2-7171-0933-7), p. 279. .
- Jean Luquet, Dictionnaire du duché de Savoie : M.DCCCXL (1840), publié dans Mémoires et documents de la Société Savoisienne d'Histoire et d'Archéologie, t. 1, 2, La Fontaine de Siloé, coll. « L'Histoire en Savoie » (réimpr. 2005) (1re éd. 1840), 265 p. (ISSN 0046-7510). .
- Jules-Joseph Vernier, Étude historique et géographique sur la Savoie, Paris, Le Livre d'Histoire - Res Universis, 1993 (réimpr. 1993) (1re éd. 1896), 185 p. (ISBN 978-2-7428-0039-1 et 2-7428-0039-5, ISSN 0993-7129). .

#### Ouvrages sur Rumilly
- Publications des Amis du Vieux Rumilly et de l'Albanais (Société savante fondée par Louis Buttin en 1954, à l'origine du Musée de l'Albanais[88]
- Louis Buttin, Histoire de Rumilly, capitale de l'Albanais, Rumilly, Syndicat d'initiative de l'Albanais, 1975, 21e éd., 127 p.
- François Croisollet, Histoire de Rumilly : abrégé chronologique des principaux faits municipaux, militaires, ecclésiastiques et littéraires de la ville de Rumilly (Haute-Savoie), depuis l'époque romaine jusqu'à la fin de l'année 1866, Chambéry, impr. de F. Puthod, 1869, 430 p. (lire en ligne). (Jean-)François Croisollet (1800?-1892) est notaire[89], membre agrégé de l'Académie des sciences, belles-lettres et arts de Savoie le 8 février 1872.
- Henry et Bernadette Tracol, Album de Rumilly. 60 ans de photographie, éd. La Fontaine de Siloé, 2005. Une collection de photos de la vie locale depuis 1948.